# Marcelino Cobos
Marcelino Cobos fue un militar mexicano que participó en la Guerra de Reforma. Luchó por el bando conservador en la batalla de Guadalajara (1858) y la batalla de Calpulalpan. El 5 de noviembre de 1859 el general Cobos toma Oaxaca, haciéndose con el poder político y militar del estado, por lo que ordena la aprehensión de la esposa de Benito Juárez, Margarita Maza. El general Vicente Rosas Landa emprendió una dura campaña contra el general Cobos. Con la derrota conservadora en Calpulalpan y la derrota final de los conservadores en la Guerra de Reforma, el general Cobos fue aprehendido por los soldados liberales que acto seguido lo fusilaron. Su cabeza fue cercenada y llevada a la Cámara de Diputados de la Nación, donde se exhibió durante unos días.